# Taifa Murcia
De taifa Murcia was een emiraat (taifa) in de regio Murcia, in het zuidoosten van Spanje. De stad Murcia (Arabisch: Mursiyya) was de hoofdplaats van de taifa. De taifa had vijf onafhankelijke periodes, van 1011 tot 1014, van 1065 tot 1078, in 1145, van 1147 tot 1172 en van 1228 tot 1266, toen het gebied ten slotte werd veroverd door het koninkrijk Castilië.

## Heersers
Saqaliba (bevrijde slaven)
- Jayran el-Saqlabi: 1011-1014
- Aan taifa Almería: 1014-1038
- Aan taifa Valencia: 1038-1065

Banu Tahir
- Abu Abd al-Rahman Mohammed ibn Abi Bakr ibn Tahir: 1065-1078
- Aan taifa Sevilla: 1078-1091
- Aan Almoraviden uit Marokko: 1091-1145

Banu Al-Hayy
- Abu Mohammed Abd al-Rahman ibn al-Hayy al-Lurqi: 1145

Banu Faray
- Abd Allah ibn Faray al-Tagri: 1145

Banu Abi Yafar
- Ibn Abi Yafar al-Jusani: 1145

Banu Tahir
- Abu Abd al-Rahman Mohammed ibn Tahir: 1145

Banu Mardanis
- Mohammed ibn Saad ibn Mardanis: 1145-1172
- Aan de Almohaden uit Marokko: 1172-1228

Banu Hud
- Abu Abd Allah Mohammed ibn Yusuf ibn Hud al-Mutawakkil: 1228-1238
- Abu Bakr Mohammed ibn Mohammed al-Watir: 1238

Banu Jattab
- Aziz ibn Abd al-Malik ibn Mohammed ibn Jattab Diya al-Dawla: 1238-1239

Banu Mardanis
- Zayyyan ibn Mardanis: 1239-1241

Banu Hud
- Mohammed ibn Mohammed ibn Hud: 1241-1259/60
- Abu Jafar ibn Mohammed ibn Mohammed ibn Hud: 1260-1263
- Mohammed ibn Abu Jafar ibn Hud: 1263-1264
- Abu Bakr Mohammed ibn Mohammed al-Watiq: 1263-1266
- Aan koninkrijk Castilië: 1266